# Pacte de la Concòrdia
El Pacte de la Concòrdia és un contracte entre la FIA, els equips de la Fórmula 1 i la FOA que dicta les condicions que acorden els equips per a participar en les curses, com es reparteixen els ingressos en concepte de TV, publicitat...
Fins avui hi ha hagut 5 pactes de la Concòrdia, tots ells s'han mantingut estrictament en secret. El primer va ser l'any 1981, després n'hi ha hagut altres els anys 1987, 1992, 1997 i l'actual que es va realitzar l'any 1998 i que acabarà al final de l'any del 2007.
Aquests acords han professionalitzat la Formula 1 i també han augmentat significativament el seu èxit comercial. La novetat més important que va introduir el primer d'aquests acords és l'obligació dels equips a participar en totes i cadascuna de les curses que conformen el campionat allunyant així els pilots ocasionals que només participaven en unes poques proves. Això ha permès als mitjans poder difondre l'esport d'una forma sòlida i a la llarga s'ha traduït en un increment de la seva popularitat. Finalment gràcies a la popularitat els signants de l'acord han aconseguit un increment significatiu dels seus beneficis.

## Acord del 1981
L'any 1979 la Commission Sportive Internationale, una organització subordinada a la FIA que era l'òrgan regulador de les regles de la Formula 1 va ser dissolt i substituït per la Fédération Internationale du Sport Automobile (FISA) que va passar a realitzar la mateixa funció. La FISA va xocar contínuament amb l'Associació dels Constructors de la Fórmula 1 (FOCA) que representava els interessos dels equips. El cap de la FOCA en aquells temps era Bernie Ecclestone que tenia d'assessor legal Max Mosley, i el president de la FISA era Jean Marie Balestre.
Els desacords entre les organitzacions van convertir-se en una petita guerra i diverses curses d'aquella temporada van ser cancel·lades. Degut a això Goodyear va amenaçar a abandonar completament la Formula 1 i si això s'hagués produït hagués estat un gran desgavell econòmic per a l'esport.Finalment una reunió organitzada per Bernie Ecclestone va reunir als directors d'equip, Balestre i els altres representants de la FISA en un dels despatxos de la FIA a la Plaça de la Concòrdia de París. Després de 13 hores de negociacions tots aquests membres van signar el primer Pacte de la Concòrdia.
Els termes del contracte han estat sempre confidencials però se sap que una de les obligacions per als equips és la de participar en totes les curses per tal d'assegurar que el públic televisiu pugui seguir l'evolució dels pilots durant la temporada. A més l'acord va garantir a la FOCA el dret de què les curses fossin televisades durant els següents anys, aquest dret era exercit per la Formula One Promotions and Administration, una companyia que pertanyia a Bernie Ecclestone i que més endavant, l'any 1995 passaria a anomenar-se Formula One Administration (FOA).
Aquest acord va expirar el 31 de desembre de 1987.

## Acord del 1987
S'arriba a un nou acord per a 5 anys però no se'n tenen detalls significatius.

## Acord del 1992
S'arriba a un nou acord per a 5 anys però no se'n tenen detalls significatius.

## Acord del 1997
L'any 1995 la FIA decideix transferir els drets comercials de la Formula 1 a la FOA per un període de 14 anys. A canvi, Ecclestone faria un pagament anual als integrants de l'esport. Els equips McLaren, Williams F1 i Tyrrell Racing van protestar i rebutjar aquesta proposta. Ken Tyrrell estava especialment enrabiat pel fet que Ecclestone com a president de la FOCA havia transferit els drets d'aquesta organització depenent de la FIA a una companyia que li pertanyia.
Així doncs aquests tres equips van refusar signar aquest nou Pacte de la Concòrdia inicialment amb el suport de la resta d'equips però finalment alguns van canviar la seva posició i el 5 de setembre de 1996 l'acord va ser signat per tots els equips excepte els tres dissidents inicials. Aquest acord era vàlid de l'1 de gener de 1997 al 31 de desembre del 2002.

## Acord del 1998
En prendre acció contra Bernie Ecclestone i la FIA, aquests 3 equips van perdre influència i ingressos provinents del nou acord, ja que només els signants els rebien. Finalment la voluntat de l'organització de la Formula 1 que aquests 3 equips (especialment Mclaren) no abandonessin la categoria i el desig dels equips de seguir participant de la competició van fer possible la revocació del Pacte del 1997 i la creació d'un nou pacte (bàsicament el mateix amb uns petits retocs) al que s'hi van poder acomodar tots els equips i que expirà el 31 de desembre del 2007.
Després de la temporada del 2004 els 3 bancs que actualment tenen el 75% de SLEC, el grup de companyies de Bernie Ecclestone que controlen la majoria d'aspectes de la F1, van demanar tenir més influència en les decisions econòmiques. La proximitat de la fi de l'acord de la Concòrdia va fer que es posés sobre la taula una nova pròrroga del Pacte, però diversos fabricants van donar un avís a Ecclestone creant unes noves sèries competidores de la Formula 1 i que s'anomenarien GPWC.

## Acord del 2009
El 7 de desembre del 2004, en una reunió on van acudir tots els directors dels equips excepte el de la Scuderia Ferrari, Ecclestone va oferir el pagament de 260 milions de lliures a fi i a efecte de renovar el Pacte de la Concòrdia garantint així la continuïtat de la Formula 1. Molts equips, però, no es van pronunciar.
El 19 de gener del 2005, la Scuderia Ferrari va anunciar unilateralment que havia signat una extensió de l'Acord del 1997 que expirarà el 2012. Degut a la seva popularitat, això dificultava molt les GPWC, ja que la Scuderia és un dels equips més populars de la F1. Al cap d'un temps, Red Bull Racing i Midland F1 van signar també aquesta extensió. El 7 de desembre del 2005 Williams F1 va convertir-se en el quart signant, cosa que pressionava més als membres de la GPWC i els debilitava el seu poder en la negociació.
El 27 de març del 2006, cinc equips (recolzats per la GPMA, l'associació de fabricants) es van inscriure per la temporada 2008. Dos mesos després, el 14 de maig de 2006, aquests cinc equips van signar un memoràndum d'entesa amb els titulars dels drets comercials (CVC i Ecclestone) que finalment serviria de base per al següent Pacte de la Concòrdia.
La temporada 2008, però, es va disputar sense un Pacte signat i reconegut per totes les parts, i només funcionava el memoràndum i algunes solucions pal·liatives eventuals. El 29 de juliol les escuderies van crear la FOTA (Formula One Teams Association), una associació que les havia de representar -com a veu única- en la negociació del nou Pacte. Aquest no va arribar a temps per la temporada següent (2009), ans al contrari: una sèrie de disputes i litigis entre la FIA i la FOTA en les negociacions (desencadenats, bàsicament, per la voluntat de la FIA d'imposar un límit pressupostari a les escuderies, resposta amb la creació d'un nou campionat paral·lel per part de la FOTA i coronada amb diversos capítols esperpèntics, que inclouen els processos d'inscripció de nous equips a la competició de la FIA, diversos criteris a l'hora de triar aquestes inscripcions, escuderies que abandonaven la disciplina de la FOTA per pactar unil·lateralment amb Ecclestone...) van arribar a comprometre la competició del 2010. Tot i això, a principis d'agost del 2009, es va signar el nou Pacte de la Concòrdia per totes les parts implicades menys per l'equip BMW Sauber, que ja havia anunciat la seva voluntat d'abandonar la competició abans de finals d'any. Aquest nou acord beu del que es va establir el 98 i s'allargarà fins al 31 de desembre del 2012.

## Acord de 2013
El juliol de 2013 es va signar un nou acord per substituir l'acord del 2009 i amb vigor fins al desembre del 2020. El president de la FIA, Jean Todt, va dir: “Podem estar orgullosos d'aquest acord, que estableix un marc més eficaç per a la governança del Campionat Mundial de FIA de Fórmula Un.. La FIA espera continuar complint el seu paper històric com a garant de la regulació i la seguretat a la F1 durant molts anys. ”